# سوفرتو
سوفرتو یک شرکت مهندسی مشاور فرانسوی بود که در سال ۱۹۶۱ توسط سازمان حمل‌ونقل پاریس تأسیس شد. این شرکت در سال ۱۹۹۵ با سوفریل از زیر مجموعه‌های اس‌ان‌سی‌اف ادغام و مجموعه سیسترا تشکیل شد.
این شرکت در برنامه‌ریزی شهری مونترال، مکزیکوسیتی، سانتیاگو و تهران نقش داشت.
شرکت مهندسان مشاور سوفرتو براساس نخستین طرح جامع شهر تهران که در سال ۱۳۴۷ به تصویب رسید، از سوی شهرداری تهران دعوت شد تا طرح جامع حمل‌ونقل و ترافیک شهر تهران را طراحی کند. مطالعات ترافیک شهر تهران در سال ۱۳۵۰ توسط مهندسان مشاور فرانسوی سوفرتو بر مبنای طرح جامع مصوب شهر تهران تهیه شد. در این طرح الگوهای حمل‌ونقل شهر تهران در طول ۲۰ سال آینده مورد توجه قرار گرفت. افق دید این طرح ، سال ۱۳۷۰ قلمداد شد و برای پایتخت مجموعه‌ای از معابر و بزرگراه‌های شهری و خطوط مترو پیش‌بینی کردند. در واقع الگوی اولیه طرح، شبکه مختلط بزرگراه- مترو بود تا ضمن خدمات رسانی به نواحی مرکزی شهر، ارتباط نقاط پیرامونی تهران را نیز تأمین کند. ساخت بزرگراه‌های شهر تهران ازجمله همت، رسالت، یادگار، امام علی، شهید باقری، نواب، آزادگان، نیایش و صدر - بابایی برای نخستین بار در طرح سوفرتو مطرح شد.